# Ronda
Ronda ist eine Stadt in der andalusischen Provinz Málaga (Spanien). Sie liegt auf einer Höhe von 723 m über dem Meeresspiegel in einer als Serranía de Ronda bekannten Berglandschaft, zu der auch die Naturparks Sierra de Grazalema und Sierra de las Nieves gehören. Die Stadt liegt rund 113 km westlich der Provinzhauptstadt Málaga und 50 km nördlich der Costa del Sol.
Mit 33.451 Einwohnern (Stand: 2024), Rondeños genannt, und einer Fläche von rund 480 km² ist die Gemeinde Ronda eine der größten Ortschaften unter den „weißen Dörfern“ Andalusiens.

## Geografie und Wirtschaft
Bekannt ist Ronda vor allem für seine Lage: die maurisch geprägte Altstadt, La Ciudad, liegt auf einem rundum steil abfallenden Felsplateau. Die Altstadt ist vom jüngeren Stadtteil, El Mercadillo, durch eine knapp 100 m tiefe, vom Río Guadalevín gebildete, Tajo de Ronda genannte Schlucht getrennt. Überspannt wird der Abgrund von drei Brücken: die Puente Árabe („Arabische Brücke“), die Puente Viejo („Alte Brücke“) und die bekannteste, die im 18. Jahrhundert erbaute Puente Nuevo („Neue Brücke“).
Die Wirtschaft der Stadt ist heute zum Großteil auf den Tourismus ausgerichtet. Täglich strömen tausende Tagesbesucher von den Urlaubsorten an der Costa del Sol nach Ronda. Daneben gibt es Betriebe zur Verarbeitung landwirtschaftlicher Produkte und traditionell auch zur Herstellung von Möbeln.

### Klima
Die Temperatur beträgt im Jahresmittel 15 °C, bei 2.700 Sonnenstunden und einer jährlichen Niederschlagsmenge von 648 l/m². In dem Bergland um Ronda ist die Spanische Tanne (auch Igeltanne) (Abies pinsapo) endemisch.

## Geschichte

### Frühgeschichte
Früheste Spuren einer Besiedlung der Region stammen bereits aus der Altsteinzeit. Rund 20 km südwestlich der Stadt ist die Cueva de la Pileta zu finden, eine rund 2 km lange Höhle mit Höhlenmalereien, die auf die Zeit zwischen 18.000 und 15.000 Jahren v. Chr. datiert wurden. Während in diesen Malereien vor allem Tiere (Ziegen, Pferde, Fische etc.) dargestellt wurden, befinden sich in anderen Bereichen der Höhle jüngere Malereien aus der Jungsteinzeit, etwa 5000 v. Chr., die mehr geometrische und abstrakte Figuren zeigen. Im 1. Jahrtausend v. Chr. siedelten Iberer und Kelten in der Region, die auch Handelsbeziehungen zu den Phöniziern und Griechen unterhielten.

### Römisches Reich
Der erste überlieferte Name für die Ortschaft stammt von den Römern: Arunda, das sowohl von Plinius dem Älteren als auch von Ptolemäus in ihren Schriften erwähnt wird. 132 v. Chr. ließ Scipio der Jüngere eine befestigte Anlage errichten. Die wichtigste Stadt der Römer in der Region war allerdings nicht Arunda, sondern das etwa 20 km nordwestlich gelegene Acinipo, das auch heute noch als römische Ruine, unter anderem mit einem Amphitheater für 2000 Personen, besichtigt werden kann. Während des Bürgerkrieges in Rom zu Beginn des ersten Jahrhunderts v. Chr. ließ der Feldherr Quintus Sertorius Arunda zerstören. Im Jahr 45 v. Chr. wiederum wurde ein Tempel zur Erinnerung an den Sieg Julius Caesars über die Brüder Gnaeus Pompeius den Jüngeren und Sextus Pompeius errichtet. Im Jahr 429, zu der Zeit, als die Herrschaft Roms auf der iberischen Halbinsel zu Ende ging, wurde Acinipo zerstört. Und auch Arunda wurde schließlich, trotz der vermeintlich uneinnehmbaren Lage auf dem Felsplateau, geplündert.
Um die Mitte des 1. Jahrtausends eroberten erst die gemeinsam einwandernden Vandalen, Alanen und Sueben im Zuge der Völkerwanderung das Land, wurden aber bald von den mit Rom verbündeten Westgoten vertrieben. 549 gelang es den Byzantinern, für kurze Zeit den Süden der Iberischen Halbinsel wieder zu besetzen. Die Westgoten zerstörten nach Vertreibung der Byzantiner die Stadt, die heute als Ronda la Vieja, das „alte Ronda“, bekannt ist.

### Al-Andalus

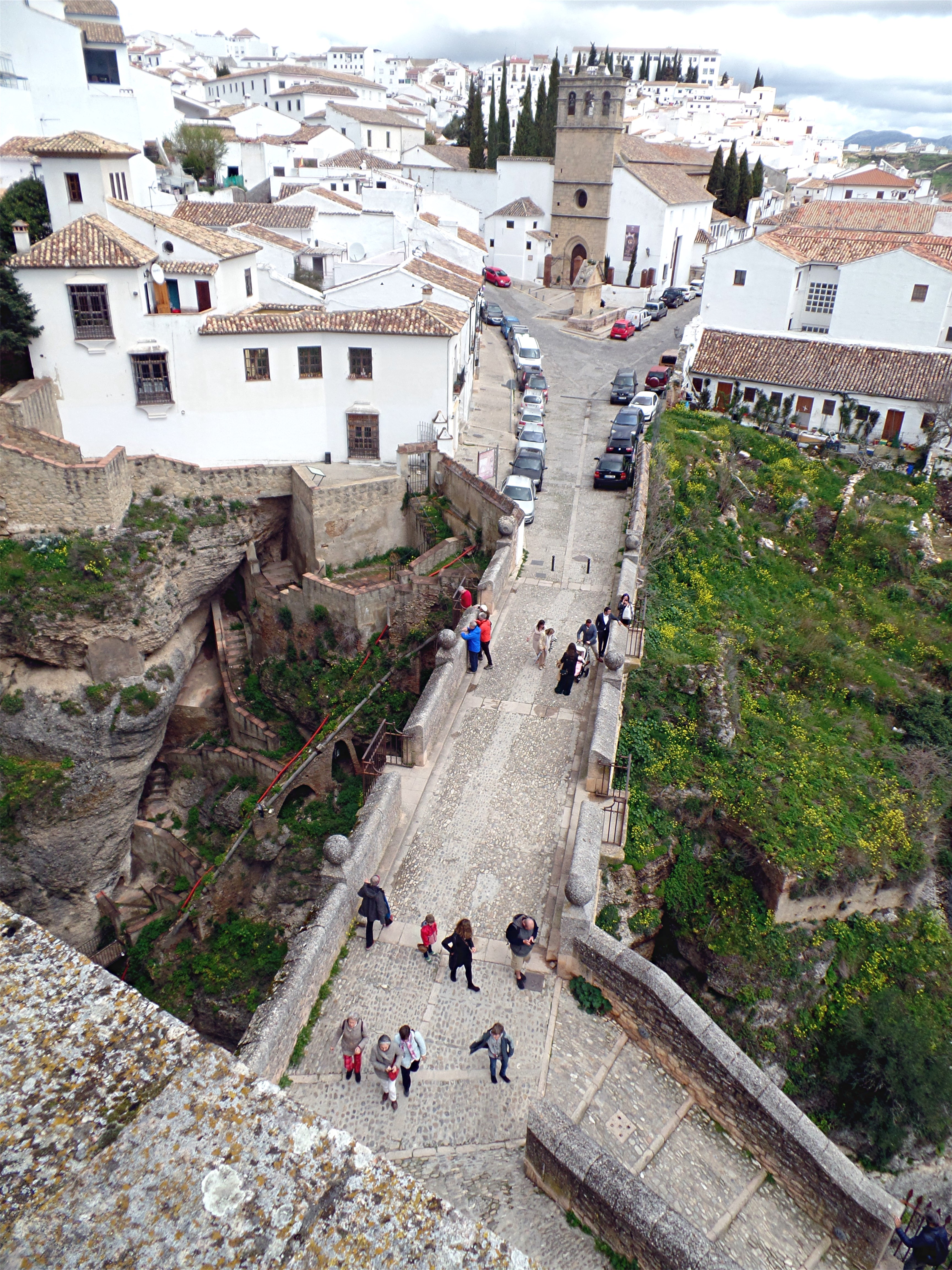
Blick auf die „alte Brücke“

Zu Beginn des 8. Jahrhunderts drangen, aus Nordafrika kommend, die Mauren auf die iberische Halbinsel vor. Im Jahr 713, zwei Jahre nach Beginn ihrer Eroberungen, besetzte Abd al-Aziz, der Statthalter in Al-Andalus, das frühere Arunda und ließ eine Burg auf den Ruinen der römischen Befestigungsanlagen errichten. Ronda wurde Hauptstadt von Takorunna, eines der fünf Verwaltungsbezirke (Koras), in die Al-Andalus unterteilt worden war.

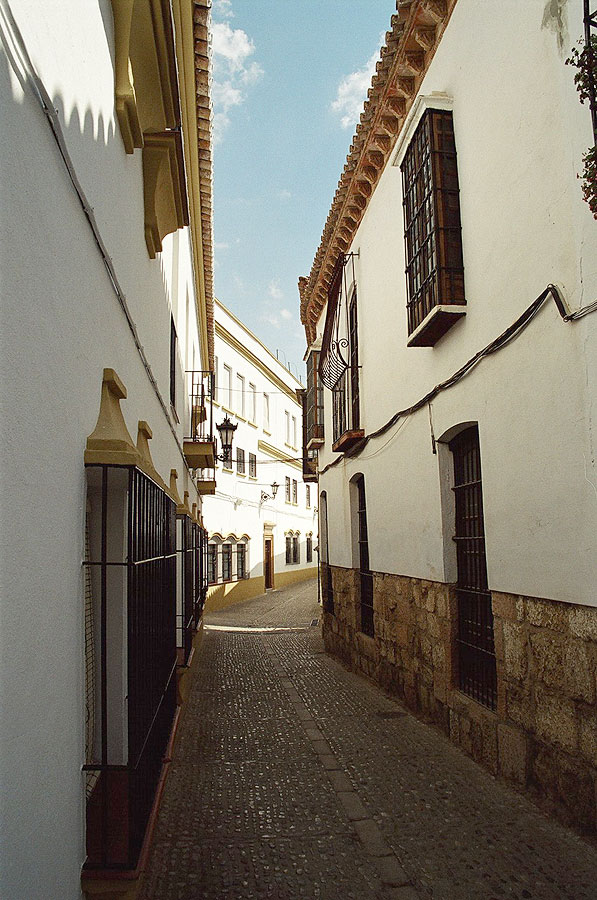
Gasse in der Altstadt

Das maurische Al-Andalus (711 bis 1492) war kein kontinuierliches und einheitliches Reich. Während maurische Heere mitunter bis über die Pyrenäen vordrangen, begannen schon bald Versuche der in den Norden der Halbinsel zurückgedrängten Westgoten, Hispanien zurückzuerobern. Vor allem regte sich Widerstand im 711 neu gegründeten Königreich Asturien. 719 begann die von den christlichen Königreichen des Nordens ausgehende Reconquista, die 1492 durch die Katholischen Könige Isabella I. von Kastilien und Ferdinand II. von Aragón vollendet wurde. Auch unter den verschiedenen maurischen Völkern, wie den Arabern und den Berbern, kam es schließlich zu Auseinandersetzungen, in deren Verlauf auch die Herrschaftsverhältnisse in Ronda immer wieder wechselten. Als das Kalifat von Córdoba im 11. Jahrhundert in eine Reihe rivalisierender Königreiche (Taifas) zerfiel, kam in Ronda Abú-Nur an die Macht. Er gründete das Königreich der Banu Ifrán, das in seiner Ausdehnung etwa dem früheren Takoronna entsprach. Die Hauptstadt wurde in dieser Zeit in Madinat Ronda umbenannt und die Verteidigungsanlagen der Stadt weiter ausgebaut. Sein Sohn und Nachfolger, Abú Nasar, wurde im Auftrag des Königs der Taifa von Sevilla ermordet, womit Ronda, wie auch Arcos de la Frontera und Morón de la Frontera an Sevilla fiel.

Karte der Provinz Málaga

1086 riefen die Könige der Taifas die nordafrikanischen Almoráviden, orthodoxe sunnitische Berber aus dem Gebiet des heutigen Marokko und Algerien, zu Hilfe, um gegen die christlichen Königreiche im Norden zu kämpfen. Der Kampf war zwar weitgehend erfolgreich, allerdings übernahmen die Almoráviden, in deren Augen die Taifa-Königreiche zu dekadent und zu wenig orthodox lebten, nun selbst die Macht in Al-Andalus (1090/1091). Ihre Herrschaft dauerte kaum hundert Jahre. 1147 eroberten die Almohaden, nachdem sie bereits ganz Nordwestafrika (heute: Marokko, Algerien, Tunesien, siehe auch: Maghreb) erobert hatten, auch Al-Andalus.
Im Jahr 1212 kam es schließlich zu einer entscheidenden Schlacht zwischen den christlichen Heeren und den Almohaden bei Las Navas de Tolosa, in der die Mauren unterlagen. In der Folge verblieb nur noch das nasridische Königreich von Granada als letztes islamisches Reich auf der iberischen Halbinsel. Ronda war eine der westlichsten Städte dieses Reiches und damit sowohl eine wichtige Grenzstadt wie auch ein Handelsplatz. 1485, ein Jahr, in dem die Christen eine Reihe maurischer Städte eroberten, nahmen sie auch Ronda ein. Die Verteidiger waren geschwächt, da ein Großteil der Truppen auf Grund einer Fehlinformation, dass Málaga von den christlichen Heeren angegriffen werden sollte, dorthin abgezogen waren. Nachdem die Belagerer die Wasserversorgung der Stadt unter ihre Kontrolle gebracht hatten, kapitulierten die Verteidiger nach mehrwöchiger Belagerung.

### Spanien

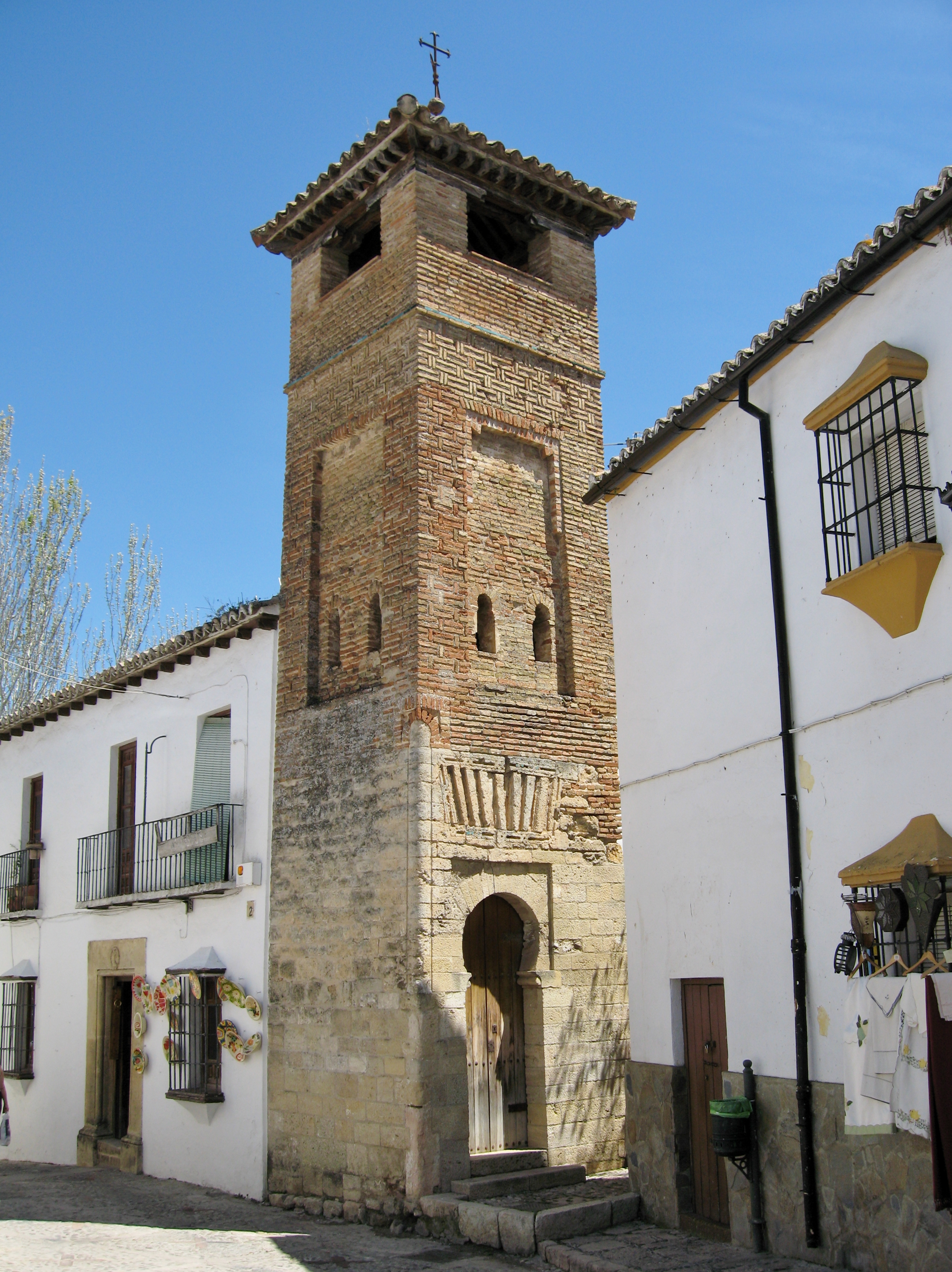
Minarett des Heiligen Sebastian

König Ferdinand II. („Fernando el Católico“) gewährte den maurischen Bewohnern der Stadt freien Abzug, aber sie mussten Ronda verlassen. Jene, die die Kapitulation arrangiert hatten, wurden nach Alcalá de Guadaíra (Provinz Sevilla) gebracht, wo ihnen die Häuser und Ländereien von Juden übergeben wurden, die zuvor im Zuge der Inquisition von den Christen konfisziert worden waren. Die Häuser und Ländereien in Ronda wurden unter den katholischen Eroberern verteilt. Die letzten verbliebenen Muslime wurden 1570 verbannt, nachdem sie einen Aufstand gegen die Unterdrückung durch die neuen Herrscher versucht hatten. Als letzte Zeugen der maurischen Herrschaft in Ronda sind heute, neben dem verwinkelten Straßennetz der Altstadt, die Baños Árabes (arabischen Bäder), die Brücke Puente Viejo, zwei Paläste, Casa del Gigante und Palacio de Mondragón, und einige kleinere Gebäude übrig geblieben, wie das frühere Minarett Alminar de San Sebastián, das durch den Aufbau einer Etage zum christlichen Glockenturm umfunktioniert wurde.
Nach der Eroberung Rondas begannen die neuen Einwohner mit der weitgehenden Umgestaltung der Stadt. Moscheen wurden niedergerissen und an deren Stelle Kirchen errichtet. Minarette wurden zu Glockentürmen umgebaut. Zur maurischen Altstadt, nun als La Ciudad bekannt, kam im Norden jenseits der El Tajo genannten Schlucht ein neuer Stadtteil hinzu: El Mercadillo („der Markt“). Im Süden entstand schließlich der Barrio de San Francisco als Erweiterung der Altstadt, ein ursprünglich kleiner Markt, um die Steuern zu umgehen, die bezahlt werden mussten, um Waren nach La Ciudad zu bringen. 1580 erschütterte ein schweres Erdbeben die Stadt und zerstörte eine ganze Reihe von Bauwerken, die nur zum Teil wiedererrichtet und in den meisten Fällen durch neue Gebäude ersetzt wurden.

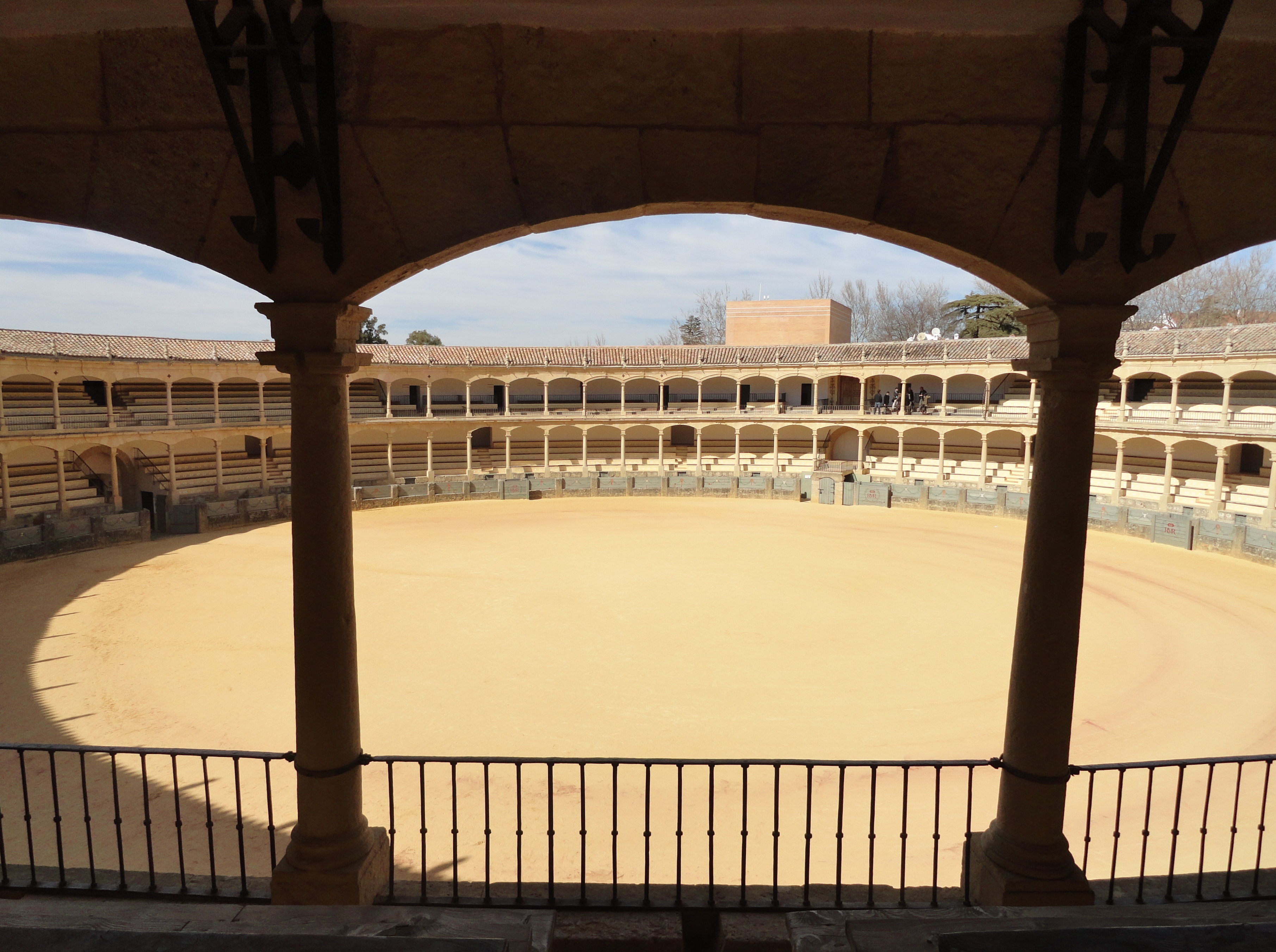
Stierkampfarena

Die folgenden Jahrhunderte waren für Ronda eine weitgehend friedliche Periode, in der die Stadt sich weiter entwickelte. Spanien wurde durch die Eroberung von Kolonien, vor allem in Mittel- und Südamerika, zu einer Weltmacht. Ronda blieb jedoch von nur regionaler Bedeutung und konnte nicht in gleichem Maße vom spanischen Kolonialreich in Amerika profitieren wie die Hafen- und Handelsstädte Cádiz und Sevilla. Mitte des 18. Jahrhunderts wurden zwei der prägenden Bauwerke Rondas errichtet: die große Brücke über die Schlucht zwischen alter und neuer Stadt, El Puente Nuevo („Neue Brücke“), und die Stierkampfarena. Ebenfalls ab dem 18. Jahrhundert entwickelten drei Generationen der Familie Romero – Francisco, Juan und Pedro – alle geboren in Ronda, die Regeln des modernen Stierkampfes. In dieser Zeit entwickelte sich auch der romantische Mythos der Bandoleros.

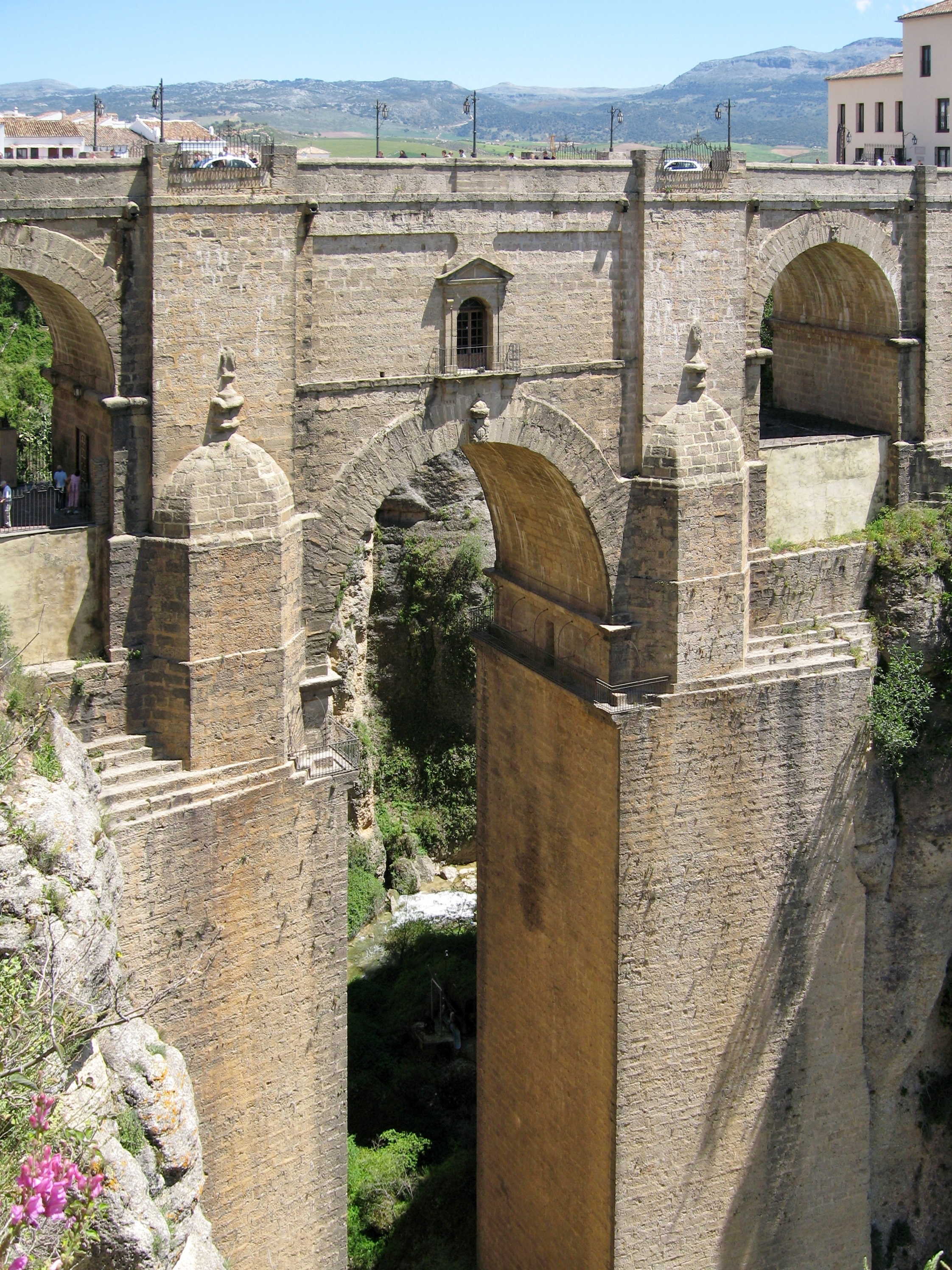
El Puente Nuevo

Nachdem Spanien im 18. und frühen 19. Jahrhundert den Großteil seiner Kolonien verloren hatte, damit auch auf die Einkünfte entfielen, und auch in Europa eine Reihe schwerer militärischer Niederlagen erlitt, war es schließlich so geschwächt, dass 1808 auf Druck Napoléons dessen Bruder Joseph Bonaparte den spanischen Thron besteigen konnte. Am 10. Februar 1810 marschierten seine Truppen in Ronda ein, um zunächst dort bis zum Frühling zu rasten. Sie blieben zwei Jahre und sprengten, als sie abzogen, die Burg und Teile der Stadtmauern. 1813 erlangte Spanien wieder seine Unabhängigkeit.
Im Rahmen des spanischen Bürgerkriegs versuchten die Bewohner Rondas zunächst die Republik gegen die spanischen Putschisten unter General Franco zu verteidigen. Dennoch gelang es faschistischen Truppen unter General Eduardo Varela durch Einsatz von Panzern, Ronda am 17. September 1936 einzunehmen. Republikaner, die nicht rechtzeitig nach Málaga fliehen konnten, wurden in den Folgetagen standrechtlich hingerichtet. Einige, denen die Flucht gelungen war, führten noch bis 1952 aus den Bergen der Umgebung einen Guerillakampf gegen die Diktatur.
Am 3. Februar 1937 begannen Francotruppen unter dem Kommando von Gonzalo Queipo de Llano aus der Umgebung von Ronda ihren Angriff auf Málaga.
Waren schon im 19. und frühen 20. Jahrhundert Reisende nach Ronda gekommen, darunter Künstler wie Doré oder Rilke, wurde die Stadt ab den 1960ern wiederum allmählich zum Ziel von Touristen. Neben der außergewöhnlichen Lage der Stadt auf dem Felsplateau trug vor allem die Bedeutung Rondas als Geburtsstätte des modernen Stierkampfes zur Anziehungskraft der Stadt bei. Heute ist Ronda, neben den Küstenregionen und Städten wie Sevilla, Córdoba und Granada, eines der bedeutendsten touristischen Ziele Südspaniens.
Siehe auch: Geschichte Spaniens
| Jahr      | 1842   | 1877   | 1887   | 1900   | 1910   | 1920   | 1930   | 1940   | 1950   | 1960   | 1970   | 1980   | 1990   | 2000   | 2010   | 2020   |
| --------- | ------ | ------ | ------ | ------ | ------ | ------ | ------ | ------ | ------ | ------ | ------ | ------ | ------ | ------ | ------ | ------ |
| Einwohner | 13.613 | 18.793 | 18.055 | 20.822 | 22.692 | 30.622 | 33.123 | 26.146 | 30.653 | 29.480 | 30.387 | 30.762 | 33.900 | 34.468 | 36.473 | 33.662 |

## Kultur

### Stierkampf

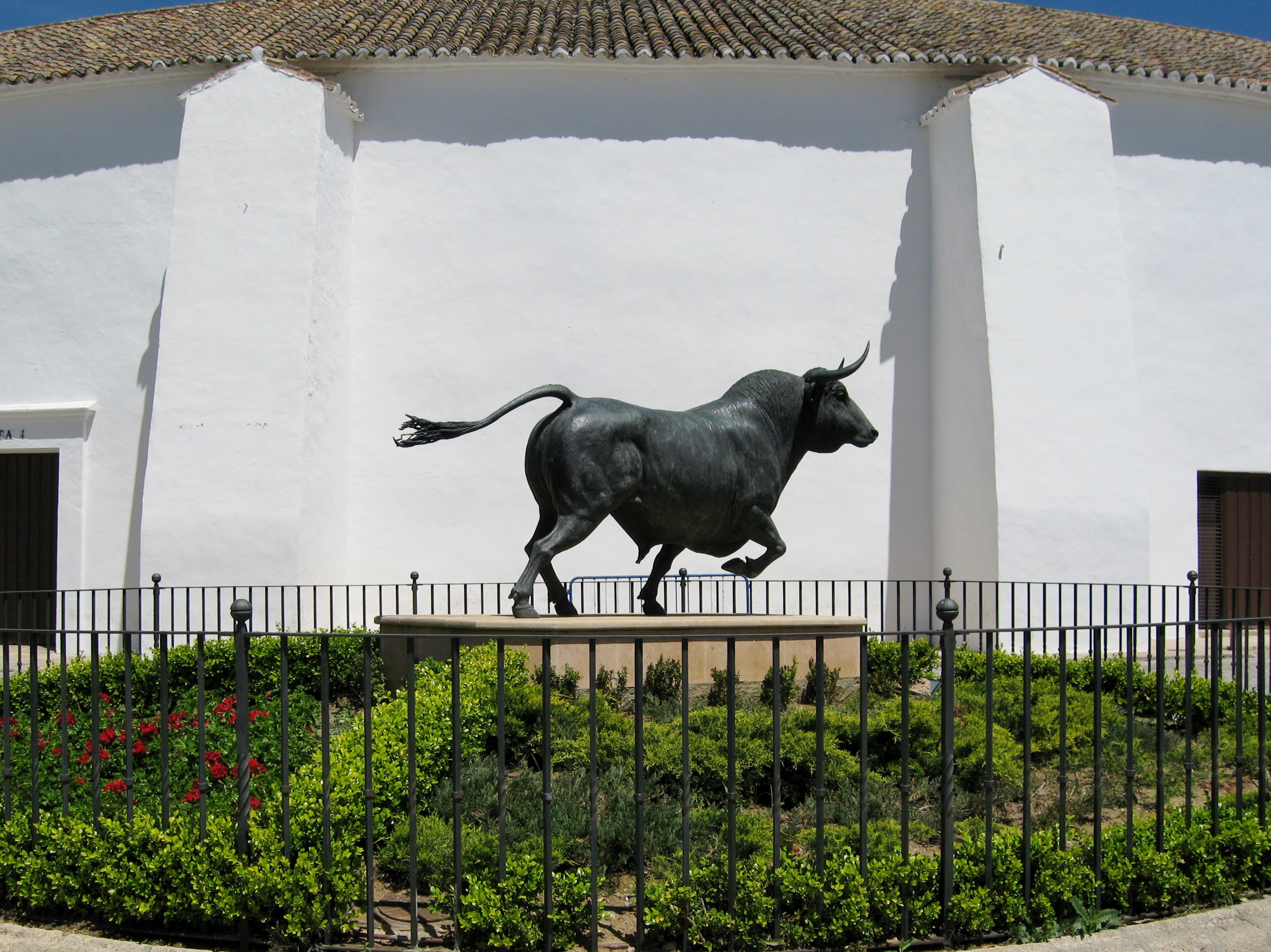
Skulptur vor der Stierkampfarena

Für Spanier ist Ronda insbesondere wegen seiner Rolle in der Entwicklung des Stierkampfes von Bedeutung. Im 18. und 19. Jahrhundert entwickelten hier drei Generationen von Mitgliedern der Familie Romero jene Regeln, nach denen auch heute noch gekämpft wird – vom Gebrauch des Tuches, dem Kampf des Toreros nicht mehr zu Pferd, sondern zu Fuß, bis hin zu Stil und Posen – bekannt als Escuela Rondeña („Ronda-Schule“).

### Berühmte Gäste
Im 19. und 20. Jahrhundert besuchten eine Reihe internationaler Künstler Ronda und verbrachten mitunter auch lange Zeit in der Stadt, darunter waren Gustave Doré, Rainer Maria Rilke (Dezember 1912 bis Februar 1913) und Ernest Hemingway (1923). In Hemingways Roman Wem die Stunde schlägt findet sich im 10. Kapitel die Geschichte der Ermordung der Faschisten einer kleinen Stadt, die vom Hauptplatz in eine tiefe Schlucht gestoßen werden. Die Beschreibung nimmt Bezug auf tatsächliche Vorgänge in Ronda zur Zeit des Spanischen Bürgerkrieges.
Orson Welles verbrachte als 18-Jähriger einen Sommer in Ronda und war so beeindruckt von der Stadt und insbesondere von den Stierkämpfen, dass seine Asche gemäß seinem Wunsch in einem Brunnen auf dem Landgut Recreo San Cayetano fünf Kilometer außerhalb von Ronda begraben liegt. Auch die Schauspielerin Ava Gardner lebte nach ihrer Scheidung von Frank Sinatra in den 1950ern für kurze Zeit in Ronda. 1984 verfilmte dort Francesco Rosi die Oper Carmen mit Julia Migenes und Plácido Domingo. Damit brachte er die Handlung wieder an den Ort zurück, wo Prosper Mérimée sie in seiner der Oper zugrunde liegenden Erzählung angesiedelt hatte. Popikone Madonna nutzte Rondas Stierkampfarena 1994 als Kulisse in ihrem Video Take a Bow.

### Sehenswürdigkeiten

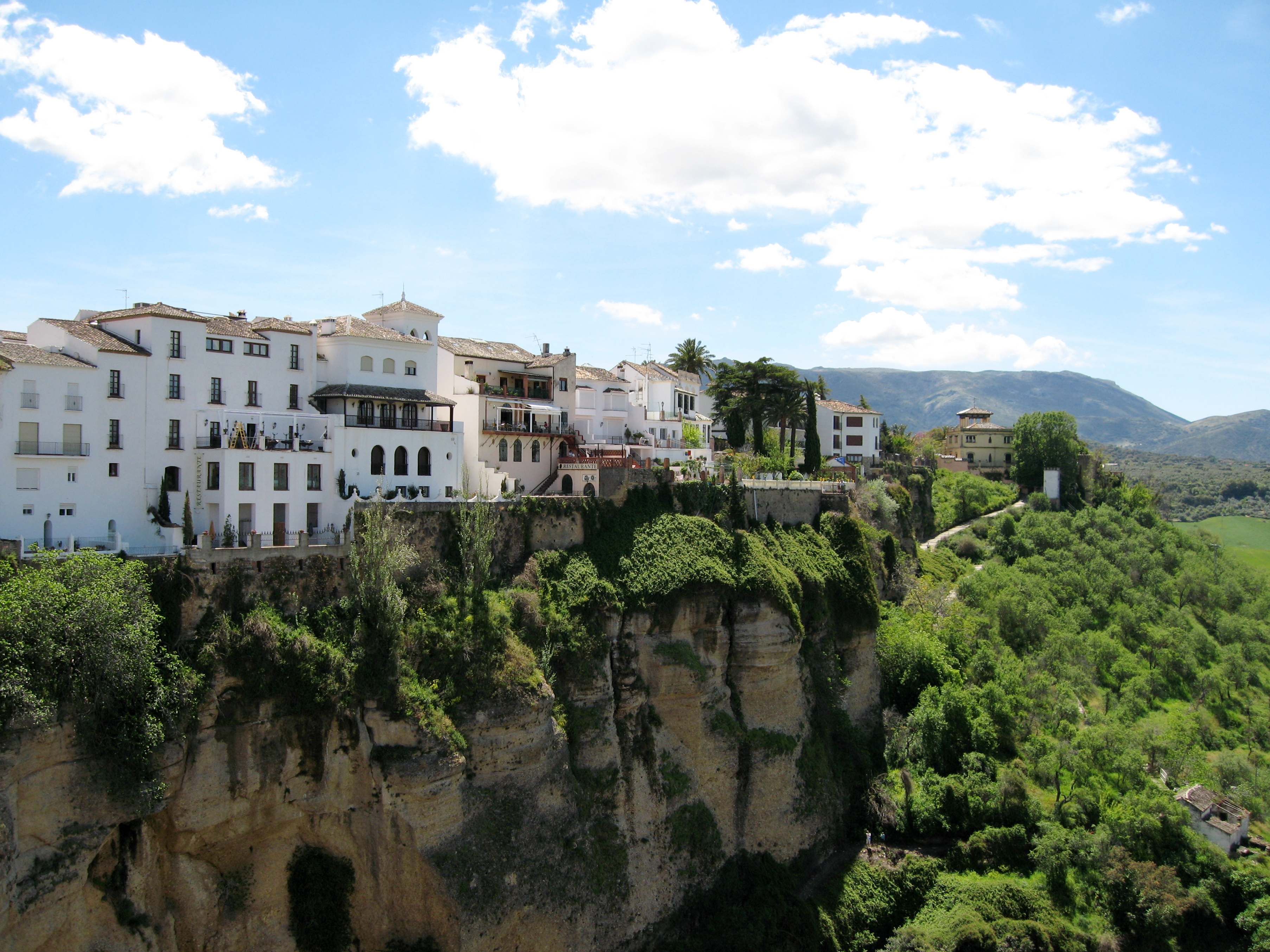
Altstadt (La Ciudad)

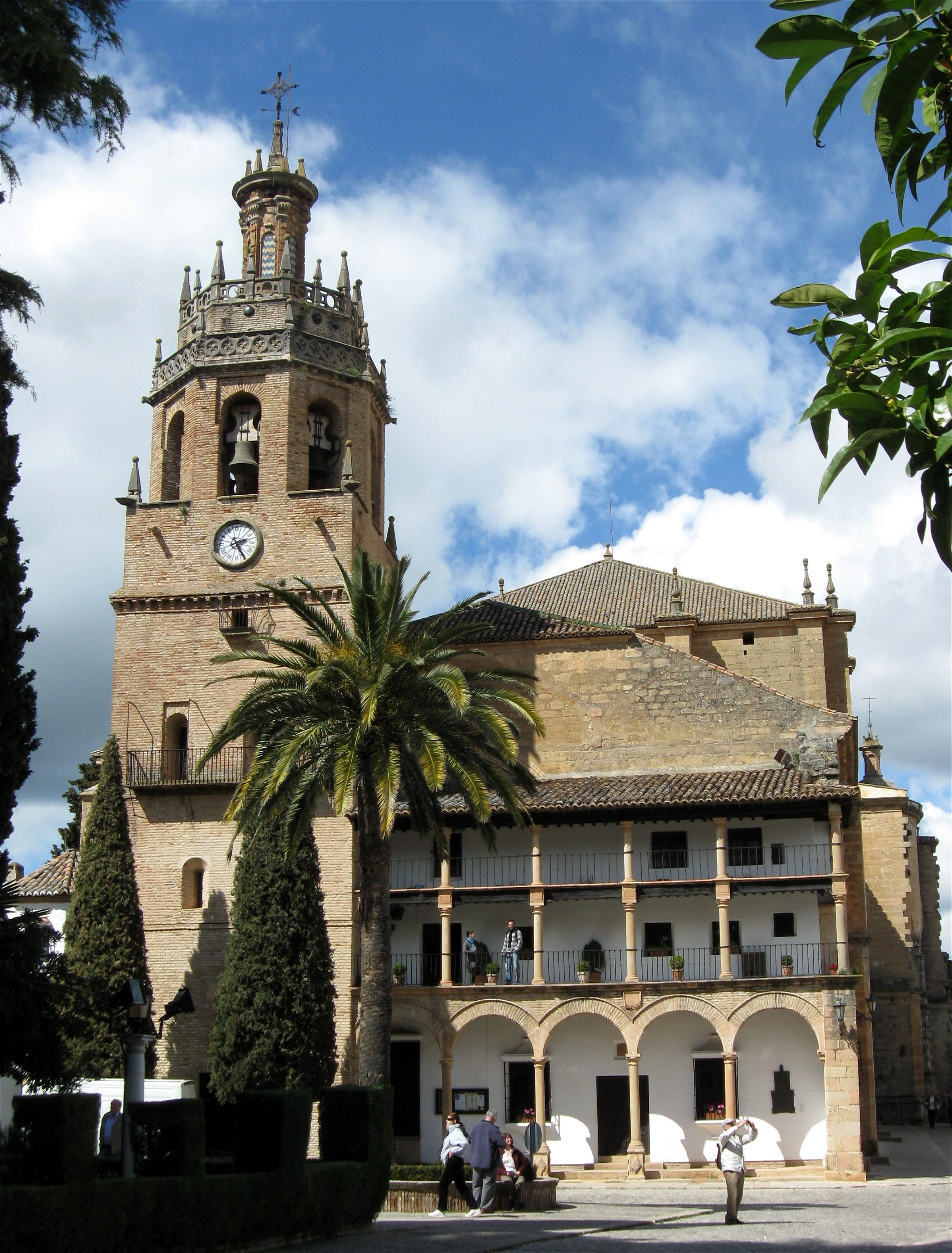
Santa María la Mayor

Die Mehrzahl der historisch bedeutenden Bauwerke befinden sich in der Altstadt, der „Ciudad Vieja“, meist kurz La Ciudad genannt, die mit ihrer Mischung aus nordafrikanischen und spanischen Traditionen als Ganzes ein sehenswertes Beispiel für die Architektur und Stadtentwicklung vieler andalusischer Städte ist.
- Die meisten Bauten aus der Zeit der maurischen Herrschaft wurden nach der Eroberung durch die katholischen Spanier zerstört. Noch heute zu sehen sind die Baños Arabes („Arabische Bäder“), die Brücke Puente Viejo („Alte Brücke“), zwei Paläste, die Casa del Gigante und der Palacio de Mondragón (mit dem Stadtmuseum [„Museo Municipal“], schön erhaltenen Innenhöfen und einem Garten in maurischem Stil), und einige kleinere Gebäude, wie das frühere Minarett Alminar de San Sebastián. In der Casa del Rey Moro, dem „Haus des Maurenkönigs“, kann man über in den Fels geschlagene Treppen – La Mina – bis hinunter in den Tajo de Ronda steigen.
- Kloster und Kirche Colegiata de Santa María la Mayor an der Plaza Duquesa de Parcent wurden Ende des 15. Jahrhunderts unter König Ferdinand II. („Fernando el Católico“) an Stelle der früheren großen Moschee der Stadt erbaut. Von der ursprünglichen Bausubstanz sind noch der Mihrāb mit arabischen Inschriften und ein Teil des in einen Glockenturm umgewandelten Minaretts zu sehen. Im Inneren der Gebäude finden sich Merkmale aus Gotik und Renaissance.
- Südöstlich des Platzes stehen am Abhang des Berges noch einige Reste der alten Stadtmauer.

Die Altstadt ist vom jüngeren Stadtteil, El Mercadillo, der erst nach der Eroberung durch die Spanier entstand, durch die über 80 m tiefe Schlucht El Tajo getrennt.
- Überspannt wird der Abgrund in der Stadtmitte von der aus dem späten 18. Jahrhundert stammenden Puente Nuevo („Neue Brücke“). Vom Platz Plaza María Auxiliadora gibt es einen unbefestigten Weg hinunter zum Aussichtspunkt, von dem man die bekannte Aussicht auf Ronda mit der Puente Nuevo haben kann.
- Vom selben Architekten, José Martín de Aldehuela, wurde in den Jahren 1779–1785 die Stierkampfarena, Plaza de Toros, errichtet. Sie ist eine der ältesten und größten Spaniens und gilt als Geburtsstätte des spanischen Stierkampfes in seiner heute üblichen Form.
- An der Calle Santa Cecilia findet sich die ebenfalls aus dem 18. Jahrhundert stammende Kapelle Templete de la Virgen de los Dolores. Bemerkenswert sind die schmalen spätbarocken Säulen des Portals, die, beeinflusst von mittel- und südamerikanischer Ikonographie, Vogel-Mensch-Mischwesen und ähnlich seltsame Kreaturen darstellen.
- An der Abbruchkante der Schlucht El Tajo befinden sich die wunderschön angelegten Jardines de Cuenca, benannt nach der Partnerstadt von Ronda.

In der Umgebung der Stadt sind weitere sehenswerte Zeugen der Geschichte Rondas und der Region zu finden:

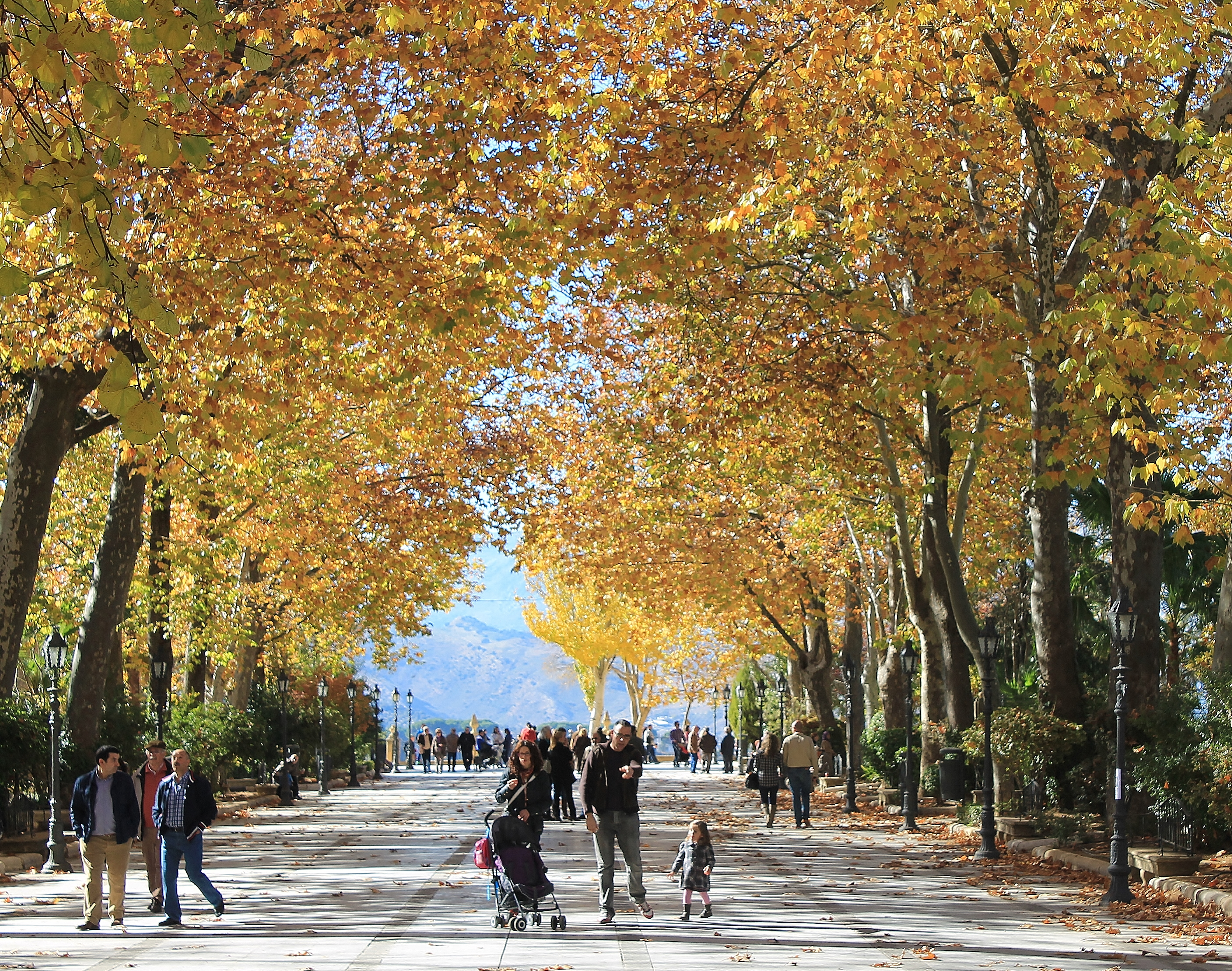
Der Platz „Alameda del Tajo“

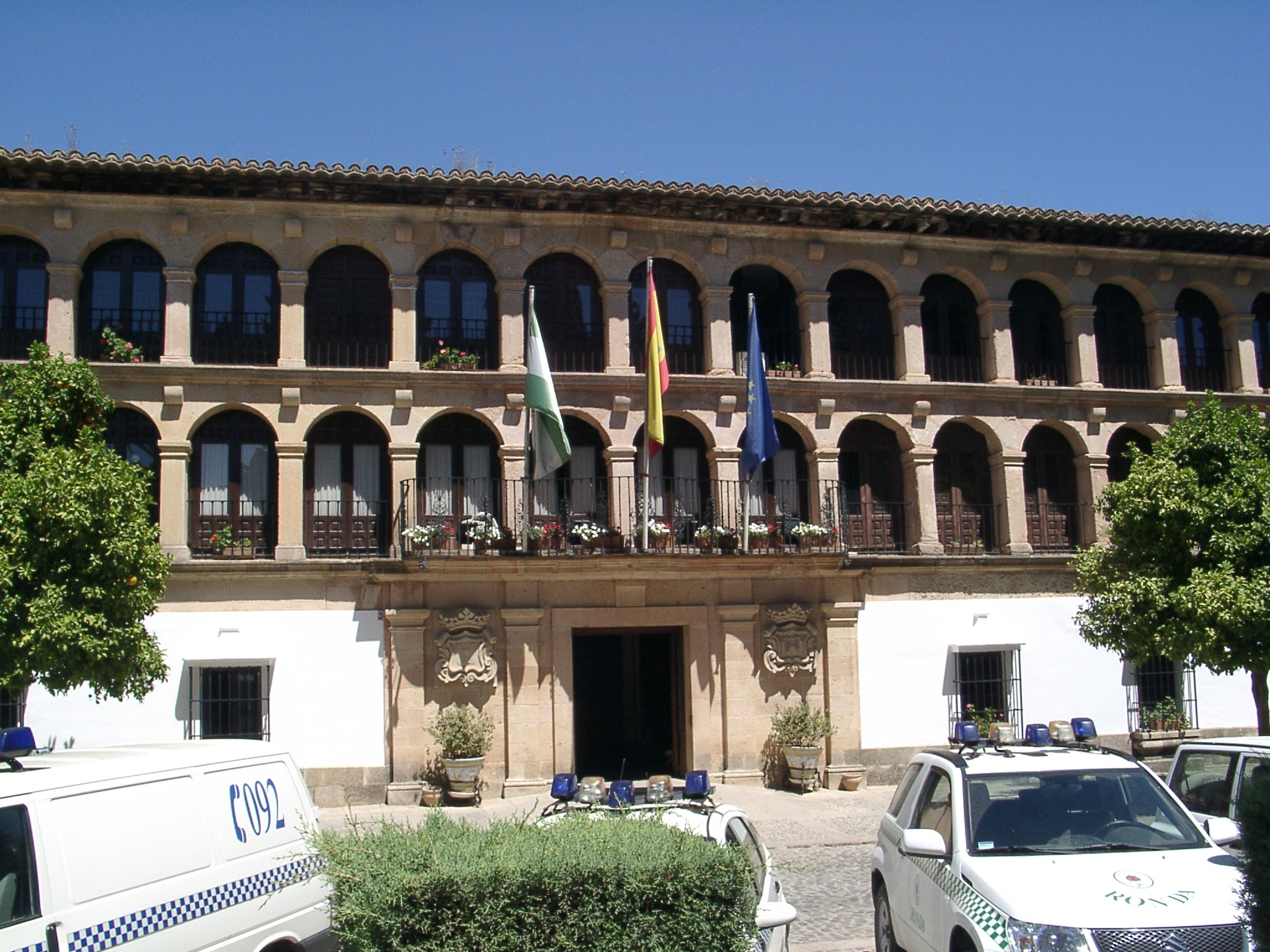
Stadthaus von Ronda

- Cueva de la Pileta, im Bezirk Benaoján, eine Höhle (span.: Cueva) mit Höhlenmalereien die auf die Zeit zwischen 18.000 und 15.000 Jahren v. Chr. datiert wurden, liegt etwa 20 km südwestlich der Stadt und zählt zusammen mit dem Dolmen de Chopo, einem Hügelgrab, zu den ältesten Zeugen menschlicher Siedlungstätigkeiten in der Region.
- Die römischen Ruinen von Acinipo – auch Ronda el Viejo, das „alte Ronda“, genannt – liegen rund 20 km nordwestlich von Ronda.

Daneben lohnt das umgebende Bergland einen Besuch, insbesondere die Naturparks Sierra de Grazalema und Sierra de las Nieves, beide mit großen Wäldern der endemischen Igeltanne, und das Tal des Río Genal mit ausgedehnten Kastanienhainen.

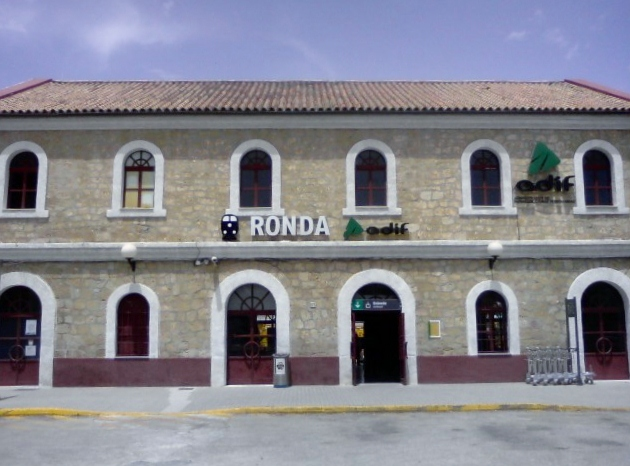
Bahnhof Ronda

## Söhne und Töchter der Stadt
- Anita Palmero (1902–1987), spanisch-argentinische Tangosängerin und Schauspielerin
- María Auxiliadora Jiménez González (* 1975), Fußballspielerin

## Literatur

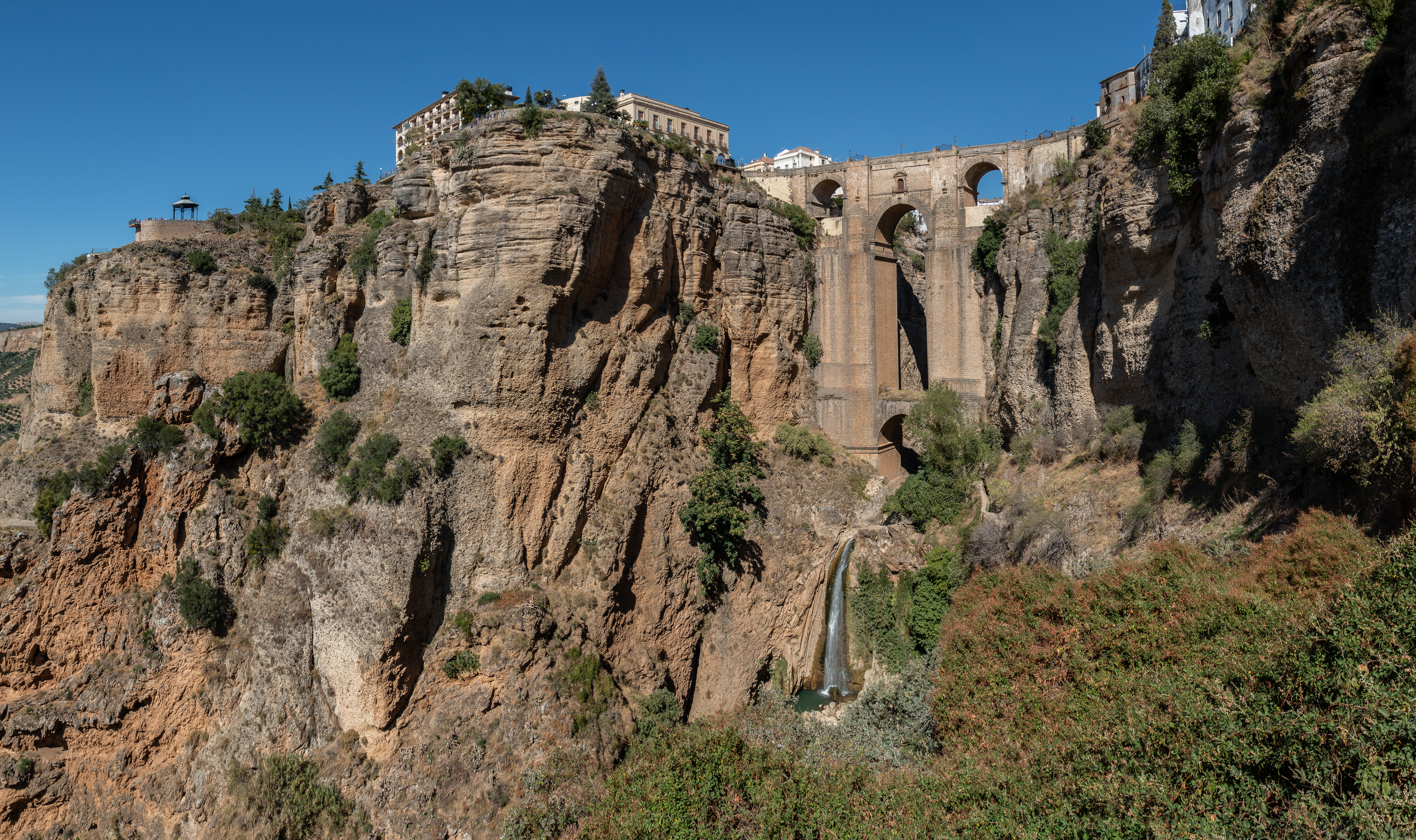
El Tajo und El Puente Nuevo

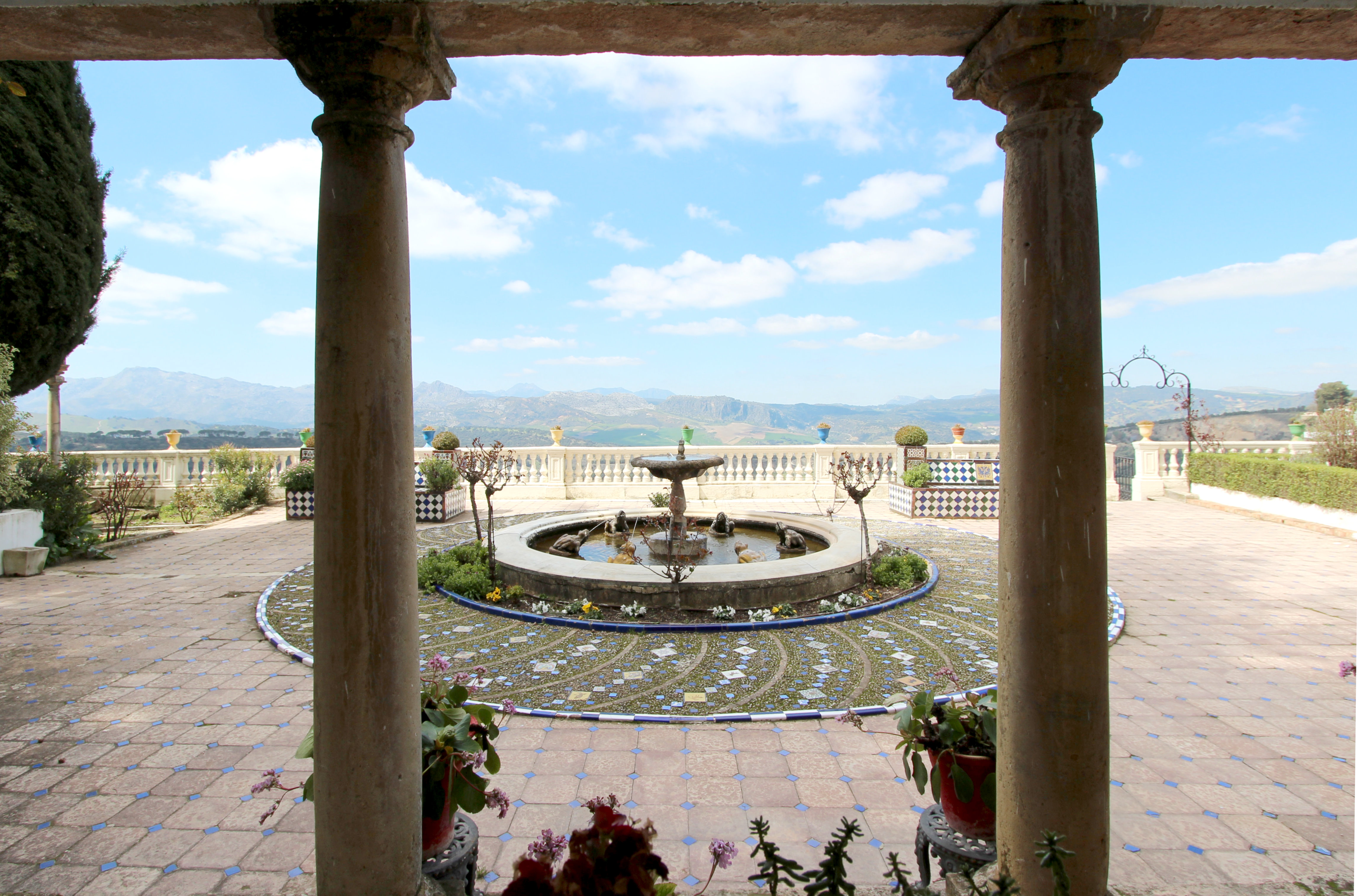
Terrasse des Don Bosco-Hauses

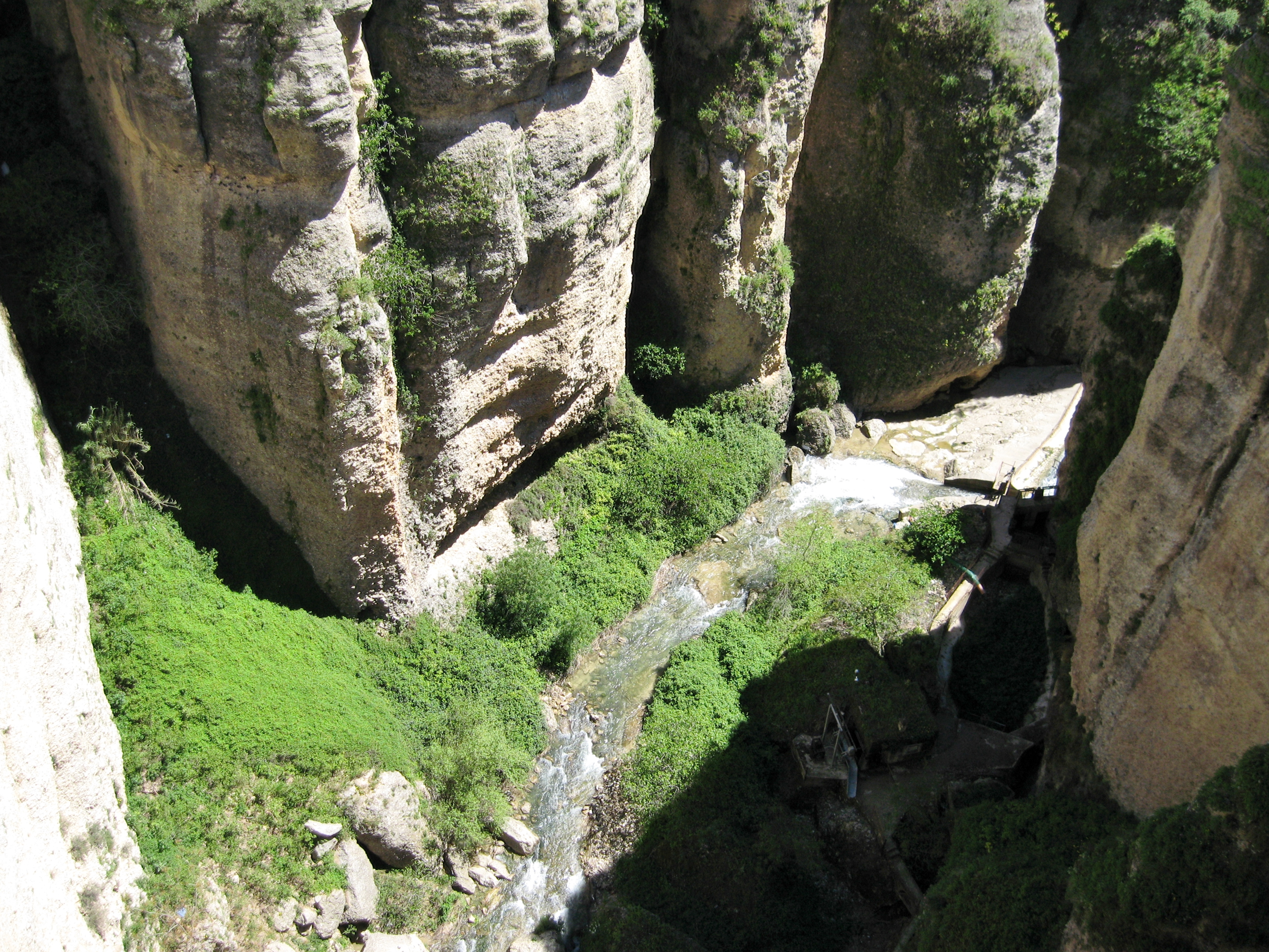
Blick von der „Neuen Brücke“

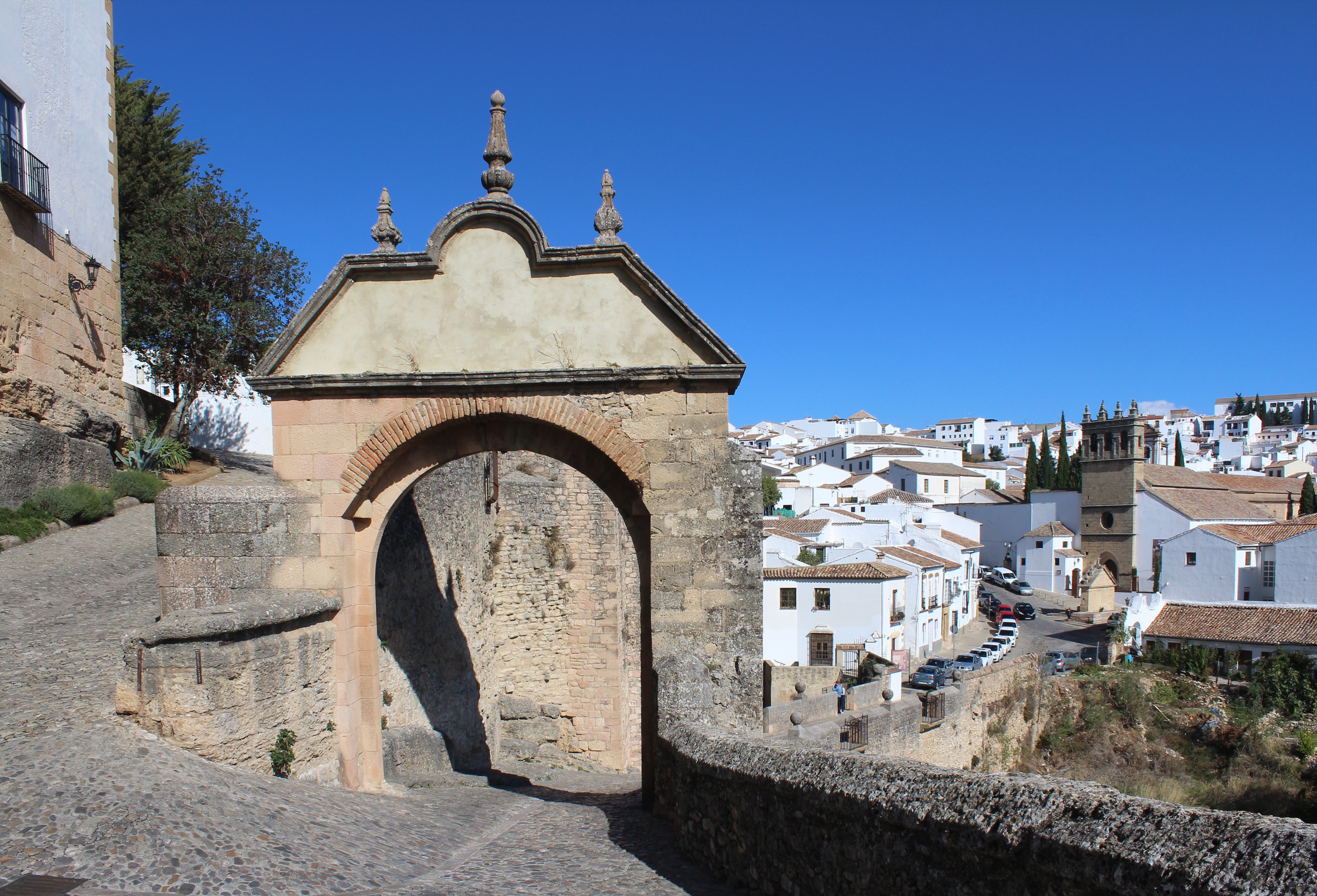
Philipp-V-Tor